# Eugnoriste
Eugnoriste is een muggengeslacht uit de familie van de rouwmuggen (Sciaridae).

## Soorten
- E. brevirostris Coquillett, 1904
- E. occidentalis Coquillett, 1896